# 消泡剤
消泡剤（しょうほうざい）とは、液体に泡ができるのを防ぐため、あるいはできた泡を消すために添加する添加物のこと。様々な種類の消泡剤が存在する。

## 概説
消泡剤は、様々な製品の製造工程で、製品自体または製造工程にとって、泡が残ると不都合である場合に用いられ、身近なものとしては食品の製造工程や化粧品などに用いられる。
泡は、水など高い表面張力を持つ液体において、特に界面活性剤（HLB値の高いもの）や高分子化合物が含まれる場合に安定に存在する。したがって液体全体として、または部分的に表面張力を低くすれば泡を消すことができ、この性質を持つ物質が消泡剤として用いられる。水系に対しては一般に、親油性の高い（HLB値の低い）界面活性剤で液体表面に広がりやすいものがよく使われる。
豆腐の製造工程では、豆乳の泡を消すために植物油加工品を加えることがすでに江戸時代から行われている。現代では、消泡効果が高く毒性のないシリコーンオイルを水性エマルションとしたものが、食品、化粧品、日用品などに広く使われ、胃腸のガスを除去するための医薬品（ジメチコン、ジメチルポリシロキサン）としても使われる。また、食品に対しては上記の性質を持つ脂肪酸エステルなどの界面活性剤が多く用いられる。